# 36ぷらす3
36ぷらす3（さんじゅうろくぷらすさん）は、九州旅客鉄道（JR九州）が企画し、JR九州および肥薩おれんじ鉄道が運行する特別急行列車である。

## 概要
2017年（平成29年）3月登場の『かわせみ やませみ』以来3年半ぶりとなるJR九州のD&S（デザイン&ストーリー）列車第12弾として登場した列車で、2019年（令和元年）11月21日に概要が発表された。コンセプトは「九州のすべてが、ぎゅ―っと詰まった“走る九州”といえる列車」。JR九州在来線特急の主力車両として用いられた787系電車を改造した車両が用いられ、D&S列車では初めてとなる電車による列車となる。これまでのD&S列車同様、水戸岡鋭治が車両デザインを担当している。
5日間かけて九州7県を反時計回りに巡るコース設定となっている。全ルートの営業キロは1,160.2 kmで、一方向に円を描くように環状運転する電車としては世界最大（2019年当時、寝台列車を除く、JR九州調べ）であることから、「目指すは“世界一の わ”」とのメッセージも持っている。
同様に九州全体を巡る列車として団体専用列車の『ななつ星 in 九州』があるが、「36ぷらす3」はD&S列車として運行されることもあり、昼食付きの旅行商品としての販売の他、一部の座席はみどりの窓口などでの乗車のみの一般販売が行われる。また、昼間は列車で楽しみ、夜は大いに地元で盛り上がってもらいたいという願いから日中時間帯のみの運行とし、夜行列車としての走行を予定しない（後述）ことから、寝台などの宿泊設備は設けられない。

### 登場の経緯
自らが特急用車両として初めてデザインを手がけた787系電車を用いた新たなD&S列車の構想については2018年頃から水戸岡の頭の中にあったが、最初の水戸岡によるプレゼンテーションは「列車のコンセプトが固まっていない」との理由でJR九州の青柳俊彦社長によりいったんは却下されたという。JR九州の車両デザインが却下されたことに対し、水戸岡本人が「『ななつ星 in 九州』や新幹線800系電車よりも難しかった。どうしたらいいか、わからなかった」と暗中模索する中、「九州のエピソードをぎゅっと詰め込んで、毎日違うおもてなしにより世界に九州をアピールするオンリーワンの車両」というコンセプトの方向性が定まり、改めて車両デザインを固め直し、実現に至ったという。

### 列車名の由来
「36ぷらす3」の「36」は、九州が世界で36番目に大きい島ということを示すとともに、5日間の行程で沿線の35のエピソードを紹介することで、利用者自身で“36番目のエピソード”を語ってほしいとの願いを込めたという。また、「3」は乗客・地域住民・JR九州を表すと共に、「驚き、感動、幸せ」の意味を込め、36+3=39で「感謝＝サンキュー（39）の輪」を広げたいとしている。
「ぷらす」が平仮名書きなのは、JR九州会長の唐池恒二のアイディアだという。

## 運行概況
毎週木曜日に博多駅を出発し、コース全体を5日に分けた下記のルートが設定される。1日単位の利用も可能で、料金は昼食付きで1日1万円 - 2万円を想定している。乗降可能駅は全体で11駅に限定され、この他に車外に出られる「特別停車駅」が10駅設定される。特別停車駅は沿線の特産品販売を行う駅の他、風光明媚な駅や停車本数が極端に少ない秘境駅といった特徴的な駅が選ばれている。
木曜日ルート（博多駅 - 鹿児島中央駅）については途中の八代駅 - 川内駅間で、肥薩おれんじ鉄道の肥薩おれんじ鉄道線に乗り入れる。同線は貨物列車運行のために電化設備は残されているものの、旅客列車はすべて気動車化されており、電車が乗り入れるのは異例である。なお、同線内では牛ノ浜駅に特別停車するが、同駅では乗降不可であり、八代駅・川内駅には営業停車しないため、同線のみの乗車はできない。また、走行ルートである肥薩おれんじ鉄道は、令和2年7月豪雨により土砂流入および道床流出が発生し、2020年7月23日時点で八代 - 水俣間が運休となっていたため、復旧時期が未定な同区間に関しては"赤の路"全プラン（ランチプラン・グリーン席プラン）の発売を見合わせ、2020年10月16日“黒の路”からの運転開始に変更された。その後、肥薩おれんじ鉄道が2020年（令和2年）11月1日より全線での運行を再開したことから、2020年11月19日より"赤の路"全プランの運行を開始することが決定した。
月曜日ルート“金の路”は唯一の往復ルートであり、運行開始当時は博多～長崎間の往復運行であった。その後、西九州新幹線開業により肥前浜～長崎間が非電化となることに伴い、電車列車で運転する「36ぷらす3」の乗り入れが出来なくなることから、2022年10月3日より運行区間が博多～佐世保間の往復に変更となった。
また車内では、車窓にあわせて九州をより深く楽しむエピソードが紹介される。
個室車両（1・2・3号車）については食事がセットになった旅行商品「ランチプラン」（月曜日ルートの長崎駅 - 博多駅は「ディナープラン」）としてのみ発売される。4人用個室は3名以上、6人用個室は4名以上での利用となり、2人用個室については追加料金を支払うことで1名利用が可能である。2022年10月以降の月曜日ルートの復路については「ディナープラン」が発売されないため、個室車両は発売せず締め切り扱いとなる（3号車のビュフェは営業）。
座席車両（5・6号車）については、前述した旅行商品の他に「グリーン席プラン」として通常のきっぷとしての発売もされる。運賃・特急料金は他の列車と同額（B特急料金を適用）だが、グリーン料金は150 kmまで3,300円、200 kmまで4,300円、201 km以上は5,300円（大人・小児同額）という、当列車専用の料金設定がなされている。
列車番号は8101 - 8112M、8114M。2022年9月に廃止された長崎駅発着は8119M、8120Mが用いられていた。
木曜日“赤の路”
- 8101M（休日は8111M） 博多→熊本
- 8103M 熊本→出水
- 8105M 出水→鹿児島中央

金曜日“黒の路”
- 8102M 鹿児島中央→大隅大川原
- 8104M 大隅大川原→宮崎

土曜日“緑の路”
- 8106M 宮崎空港→重岡
- 8108M 重岡→別府

日曜日“青の路”
- 8110M 大分→門司港
- 8107M 門司港→博多

月曜日“金の路”（佐世保駅発着）
- 8109M 博多→肥前浜
- 8112M 肥前浜→江北
- 8111M 江北→佐世保
- 8114M 佐世保→博多

月曜日“金の路”（長崎駅発着、2022年9月まで）
- 8109M（休日は8119M） 博多→長崎
- 8120M 長崎→博多

なお、このルートで運行した場合、日曜日の"青の路"の門司港駅で方向転換することになるため、それ以降の"青の路"、翌日の"金の路"では編成の進行方向が逆転する。翌木曜日の「赤の路」(8101M)以降も方向を踏襲するため、サイト上では「列車の進行方向は運行の都度変わります。また、日曜日ルートにおいては、門司港駅発車時に進行方向が変わります。」と案内されている。

### 現行ルート
太字は乗車・下車可能駅、それ以外の駅は特別停車駅（停車中のみ下車が可能）。また、以下の駅以外にも、運転停車（降車不可）する駅もある。
木曜日ルート　"赤の路"
博多駅 -（鹿児島本線）→ 玉名駅 -（鹿児島本線）→ 熊本駅 -（鹿児島本線/肥薩おれんじ鉄道線）→ 牛ノ浜駅 -（肥薩おれんじ鉄道線/鹿児島本線）→ 鹿児島中央駅
- 食事付きプランの場合は博多駅 - 熊本駅間のみの乗車は不可。

金曜日ルート　"黒の路"
鹿児島中央駅 -（鹿児島本線/日豊本線）→ 霧島神宮駅 -（日豊本線）→ 大隅大川原駅 → 宮崎駅
- 霧島神宮駅は設定当初は通過駅であったが、2024年3月22日から特別停車駅に変更される。
- 青井岳駅は設定当初は特別停車駅であったが、2024年3月15日をもって特別停車を終了し通過駅となる。

土曜日ルート　"緑の路"
宮崎空港駅 -（宮崎空港線/日南線/日豊本線）→ 宮崎駅 -（日豊本線）→ 延岡駅 → 宗太郎駅 → 重岡駅 → 大分駅 → 別府駅
- 食事付きプランの場合は宮崎空港駅・宮崎駅からのみ乗車可能で、大分駅・別府駅は降車のみ可能である。

日曜日ルート　"青の路"
大分駅 -（日豊本線）→ 別府駅 → 杵築駅 → 中津駅 -（日豊本線/鹿児島本線）→ 門司港駅 -（鹿児島本線）→ 小倉駅 → 博多駅
- ルートとしては西小倉駅・小倉駅 - 門司港駅間が重複するが、運賃・料金計算上は同区間を含めない。
- 食事付きプランの場合は大分駅・別府駅からのみ乗車可能で、小倉駅・博多駅は降車のみ可能である。

月曜日ルート　"金の路"
博多駅 -（鹿児島本線/長崎本線）→ 佐賀駅 -（長崎本線）→ 肥前浜駅 -（長崎本線/佐世保線）→ 武雄温泉駅 -（佐世保線）→ 上有田駅 → 早岐駅 → 佐世保駅
佐世保駅 -（佐世保線）→ 早岐駅 → 有田駅 → 武雄温泉駅 → 江北駅 -（長崎本線）→ 佐賀駅 → 新鳥栖駅 → 鳥栖駅 -（鹿児島本線）→ 博多駅
- 往路（博多駅発）と復路（佐世保駅発）で別々に発売される。往路は食事付きプランの場合は博多駅・佐賀駅からのみ乗車可で佐賀駅 → 肥前浜駅間のみの乗車は不可。
- 往路のみ江北駅 - 肥前浜駅間が重複するが、運賃・料金計算上は同区間を含めない（肥前浜駅で乗下車する場合を除く）。また、肥前浜駅 → 江北駅間（往路のみ）と早岐駅 - 佐世保駅間は進行方向が逆方向となる。
- 復路は食事付きプランを発売しない。

### 過去の運行ルート
月曜日ルート　"金の路"（2022年9月まで)
博多駅 -（鹿児島本線/長崎本線）→ 佐賀駅 -（長崎本線）→ 肥前浜駅 → 長崎駅
長崎駅 → 肥前浜駅 → 佐賀駅 → 博多駅
- 往路（博多駅発）と復路（長崎駅発）で別々に発売された。
- 肥前浜駅は設定当初は特別停車駅であったが、2021年10月から乗降可能な停車駅とされた。
- 食事付きプランの場合は、往路は博多駅・佐賀駅からのみ乗車可能で、肥前浜駅・長崎駅は降車のみ可能。復路は長崎駅・肥前浜駅からのみ乗車可能で、佐賀駅・博多駅は降車のみ可能。なお、食事付きプランでは往復ともに佐賀駅 - 肥前浜駅間のみの乗車は不可となっていた。

## 車両
専用車両として、787系BM-15編成（6両編成）が改造された。改造は小倉総合車両センターで実施されており、作業途中の模様が2020年1月29日と、完成後の模様が2020年9月29日に、それぞれ報道陣に公開された。
外観は元の塗装をはがした上で再塗装され、ブラックメタリックで深みを出している。水戸岡はもともと787系電車誕生時から塗装に黒を用いたかったが、「黒は鉄道に使わない」という理由で却下されダークグレー塗装となった経緯があり、「787系を造るときにできなかったことが、36ぷらす3でできた」と述べている。
座席はすべてグリーン席で、合計105席が設定される。1号車から3号車までは個室、5・6号車は座席タイプの客室となっている。
- 1号車は4人用個室を4室設置。既存のグリーン個室1室に加え3室を新設した。新設した個室はパーテーションの高さを抑えた明るく開放的な空間になっており、クラシックな雰囲気の落ち着いた色調の車両となっている。
- 2号車は6人用個室を3室、2人用個室（車いす対応）を1室設置。6人用個室は九州では初となる。
- 3号車は改造にあたって方向転換し、2号車寄りから2人用個室を6室、ビュッフェを設置。ビュッフェでは車内の昼食の提供準備に活用されている[13]。
  - 個室は種車のセミコンパートメントをリニューアルしたもので、座席横の平面ガラスの仕切りもそのまま残されているほか、個室の入り口には薄手のカーテンが設置されている。1名での利用も可能。
  - 787系でのビュッフェは2003年に廃止されて以来、17年ぶりの復活となった。かつては特急「つばめ」「にちりんシーガイア」「かもめ」で人気を博していたが、廃止後はすべてのビュッフェ車両が普通車へ転用されている。
  - 種車となったサハ787-202は元ビュッフェ車両であり、普通車化改造後も残っていたスペースが再びビュフェとして活かされることとなった。
- 4号車はマルチカーとして乗客の共用スペースとし、車内での体験やイベントなどに活用される。またカウンターでのタイムリーな商品や特別な飲料の販売など、ライブ感あるサービスの提供や、「九州のお茶体験」など客室乗務員の案内により、乗客と楽しむ体験メニューも検討されている[13]。
- 5・6号車は開放客室にグリーン席が並ぶ。2+2列で配置されていた座席を1+2列とし、座席は800系新幹線をベースにしたものが用いられている[13][22]。シートピッチは種車と同じ1,000mmで、窓割りと一致している。シート背面には革製のポケットを設置、テーブルも食事ができるよう大きめのサイズになっている。
- 1号車と6号車は熊本県八代産のイ草を使った畳敷きとなっており、客室への入り口横に靴箱が設置されている。
- 車内には無料Wi-Fiサービスがあるほか、すべての個室と座席にコンセントが設置されている。
- 改造により編成番号はBM-15からBM-363に改められ、6両すべての車番を363に改番している[22]。

| 改造前      | 改造後        | 備考          |
| ----------- | ------------- | ------------- |
| クモロ787-2 | クモロ787-363 |               |
| モハ786-205 | モロ786-363   |               |
| サハ787-202 | サロシ786-363 | 旧サハシ787-2 |
| サハ787-2   | サロ787-363   |               |
| モハ787-3   | モロ787-363   |               |
| クモハ786-2 | クモロ786-363 |               |

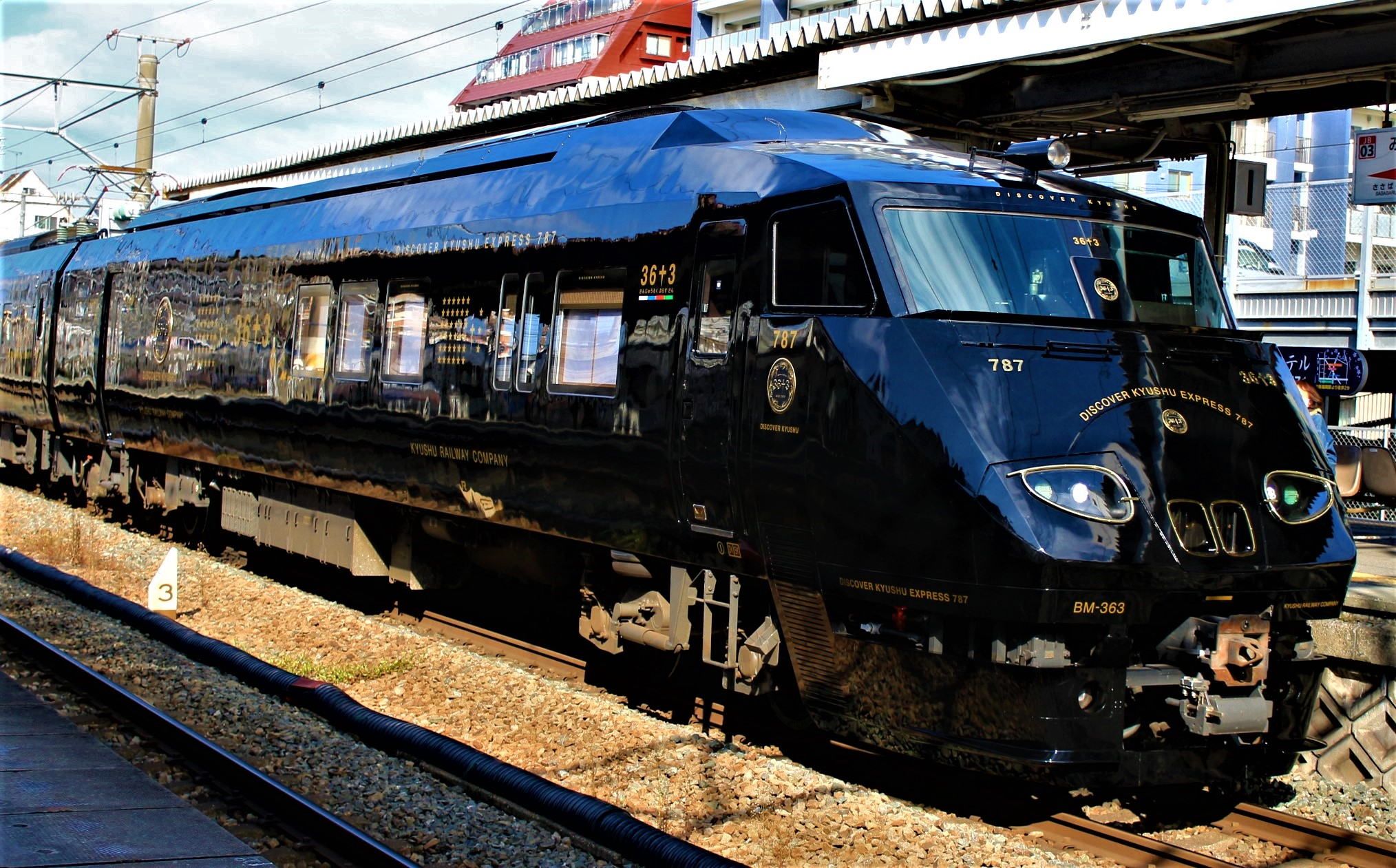
1号車 クモロ787-363
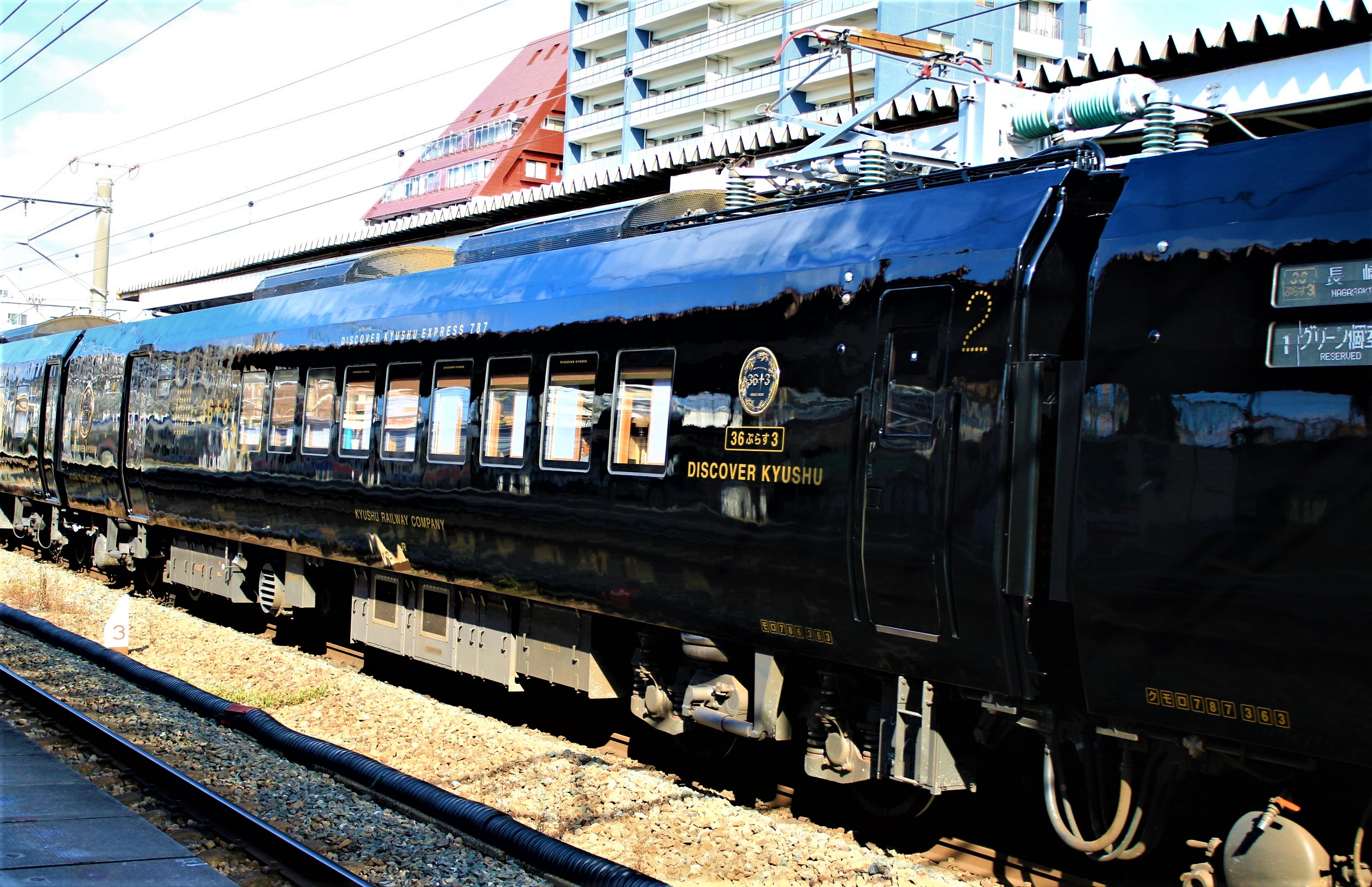
2号車 モロ786-363
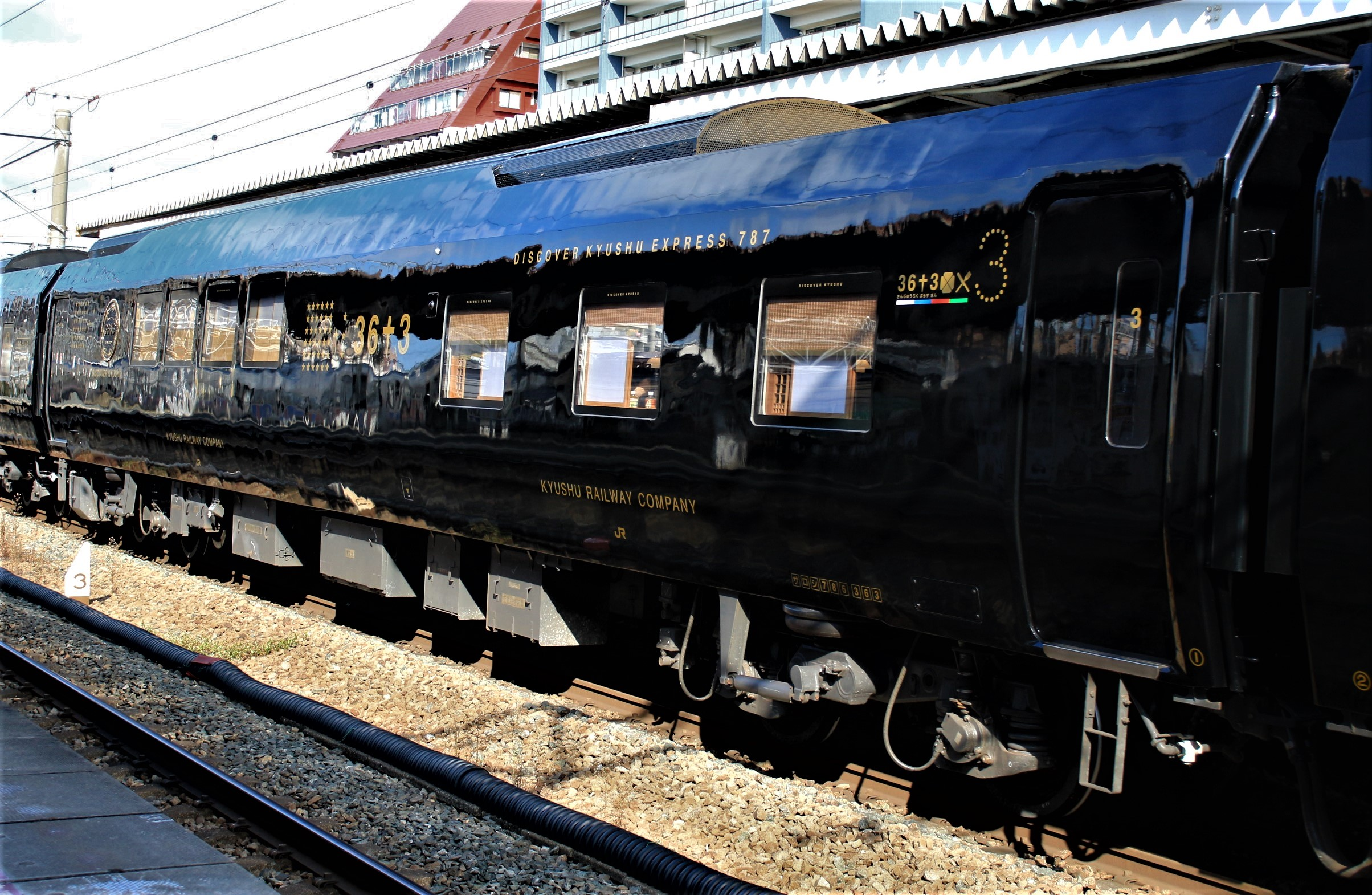
3号車 サロシ786-363
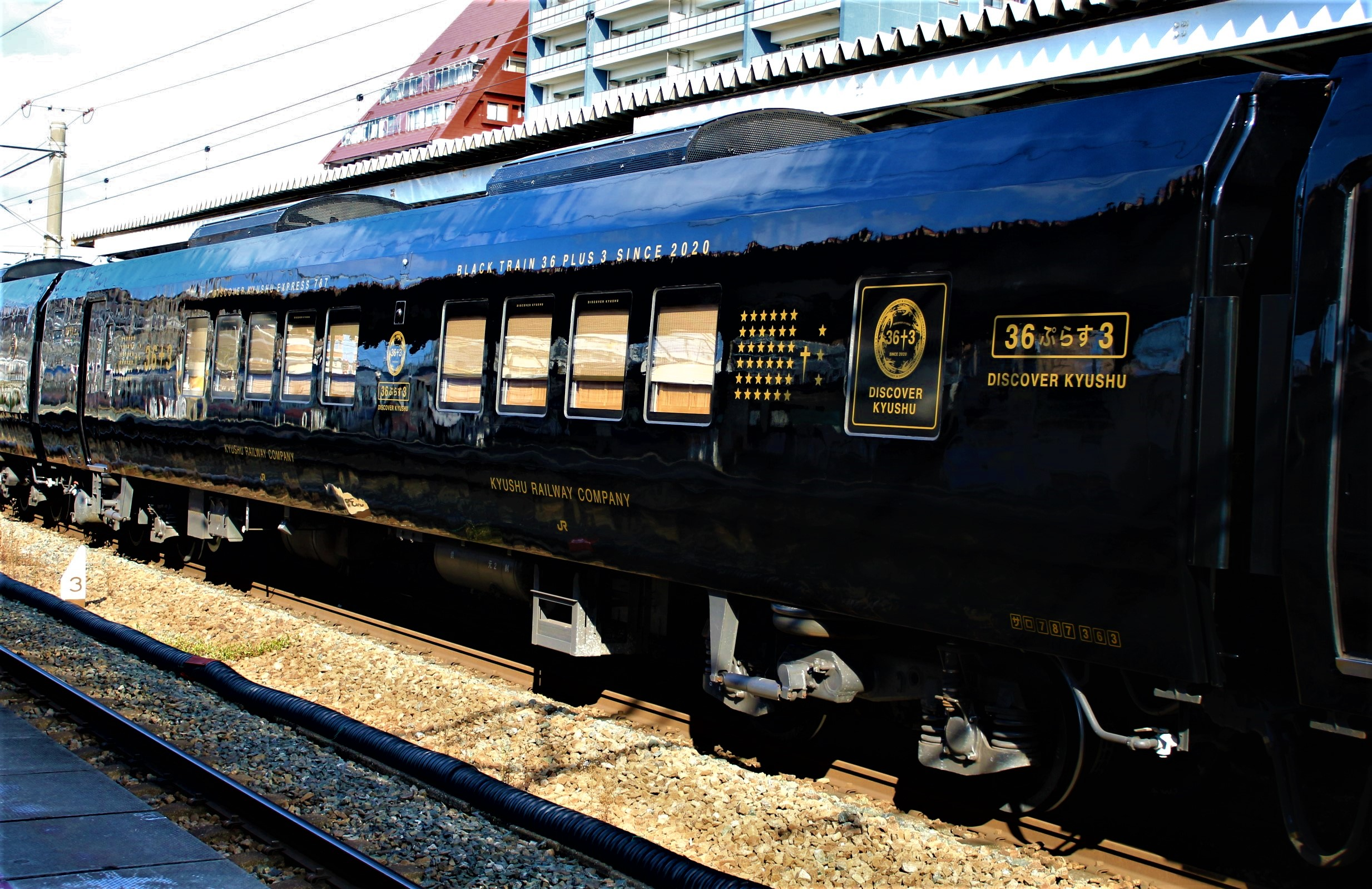
4号車 サロ787-363
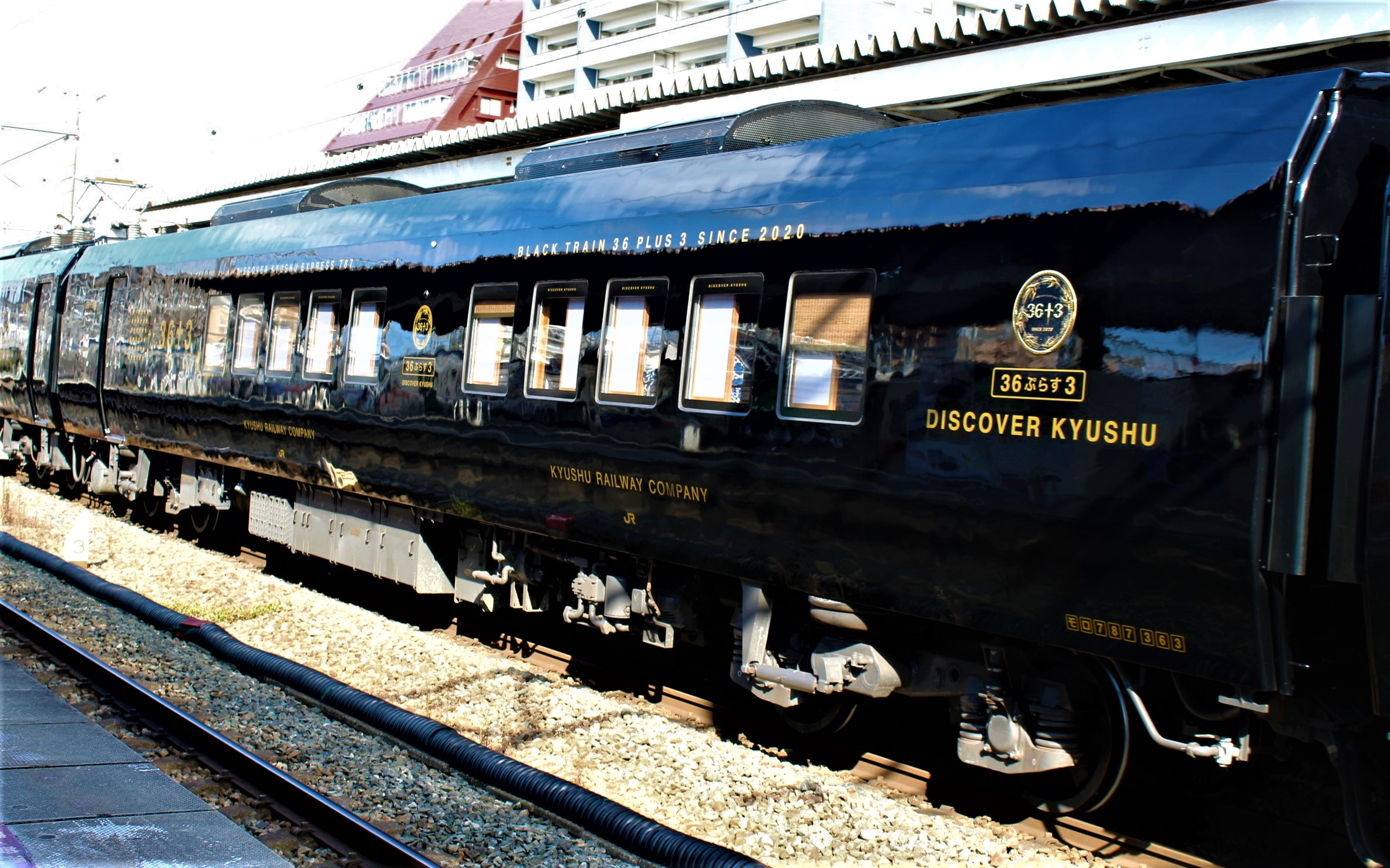
5号車 モロ787-363
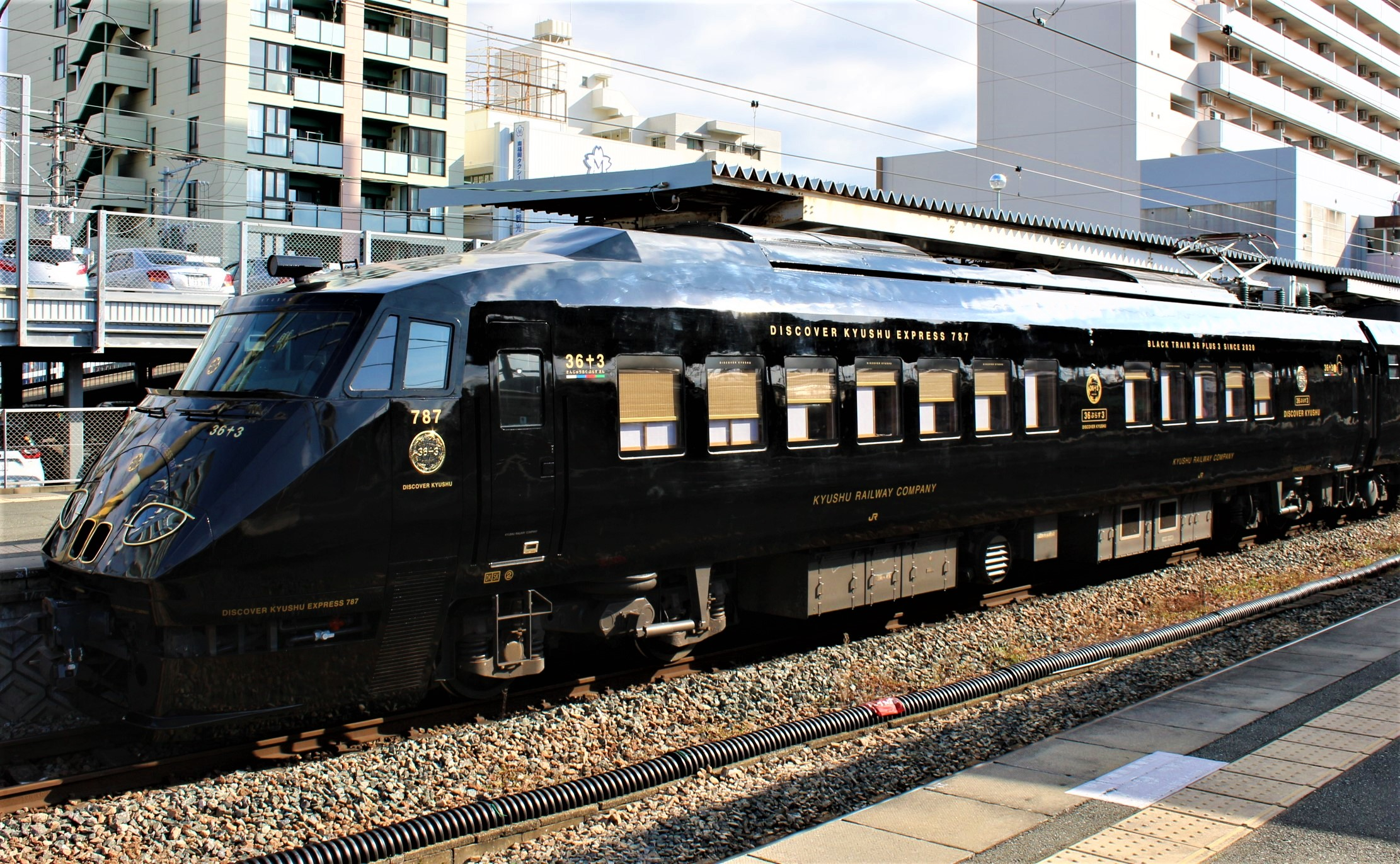
6号車 クモロ786-363

## 沿革
- 2019年（令和元年）
  - 11月21日：「36ぷらす3」の運行が発表される[2]。
  - 12月20日：車内レイアウトについて発表される[13]。
- 2020年（令和2年）
  - 1月28日：停車駅の詳細について発表される[7]。
  - 1月29日：報道陣に向けて、1・5・6号車の改造工事が公開される[4]。
  - 6月30日：運行開始日・旅行プランの詳細・料金が発表される[1]。
  - 9月29日：報道陣に向けて、完成車両および内装が公開される[22]。
  - 10月16日：運行開始[1]。
  - 11月19日：運転を取りやめていた「赤の路」の運行開始[11]。
- 2021年（令和3年）
  - 3月11日：「赤の路」のランチプランでの熊本駅からの乗車、「金の路」での佐賀駅からの乗降車（ランチプランは乗車、ディナープランは降車）が可能になる[23]。また、「金の路（ランチプラン）」のうち座席タイプでの料理提供元が変更になる（個室タイプに関しては変更無し）。
  - 10月4日：「金の路」で特別停車駅としていた肥前浜駅を乗降可能な停車駅に変更[20]。
- 2022年（令和4年）
  - 3月3日：「赤の路」のランチプランのうち、3号車の料理提供元が個室の1・2号車と同じになる（3号車の個室向け鮨プランは同年2月で終了）。また、「黒の路」のランチプラン（座席）に関しても嘉例川駅の『百年の旅物語かれい川』をベースに新たな3つの食材を追加した『かれい川弁当ぷらす3』が提供される。それに伴い、各プランの料金も変更になる[24]。
  - 9月12日：博多 - 長崎間での「金の路」の運行を終了[注釈 9][18][25]。
  - 10月3日：「金の路」が博多 - 佐世保間の新ルートに変更[14][18]。
- 2024年（令和6年）3月22日：「黒の路」で通過していた霧島神宮駅を特別停車駅に変更し、青井岳駅への特別停車を終了[19]。